# Knövelskär
Knövelskär är ett skär i Åland (Finland). Det ligger i Skärgårdshavet och i kommunen Kökar i landskapet Åland, i den sydvästra delen av landet. Ön ligger omkring 81 kilometer öster om Mariehamn och omkring 210 kilometer väster om Helsingfors. Knövelskär ligger 6 meter över havet.
Öns area är 1 hektar och dess största längd är 190 meter i sydväst-nordöstlig riktning. Trakten är glest befolkad. Det finns inga samhällen i närheten.